# Priče s tavana (2009.)
Priče s tavana češki je animirani film iz 2009. godine.

## Radnja
Na tavanu prepunom starih odbačenih stvari, lijepa lutka živi u staroj škrinji sa svojim prijateljima: marionetom princem, Lijenim medom i stvorenjem po imenu Schubert. Kad lutku otmu i odvedu u zemlju gdje kraljuje zlo, njezini joj prijatelji priteknu u pomoć. Odbačene stvari postaju iznenađujući nove. Njihova čarobna dimenzija pretvorit će tavan u romantičnu zemlju, kraljevstvo mašte koje djeca obožavaju.

## Uloge
- Jiří Lábus
- Naďa Konvalinková kao Ruzenka
- Ivan Trojan kao Subrt
- Barbora Hrzánová kao Sklodowská
- Boris Hybner kao Mucha
- Vladimír Javorsky kao Krason

## Hrvatska sinkronizacija
| Ime            | Engleska inačica | Hrvatska inačica  |
| -------------- | ---------------- | ----------------- |
| Glava          | Douglas Urbanski | Branko Smiljanić  |
| Slatkica       | Vivian Schilling | Jelena Martinović |
| Krasnodar      | Cary Elwes       | Marko Jelić       |
| Medo           | Forest Whitaker  | Boris Barberić    |
| Učenik         | Roy Vongtama     | Darije Somi       |
| Šubert         | Marcelo Tubert   | Marko Juraga      |
| Mačak Tom      | Rico Simonini    | Nikola Marjanović |
| Katica         | Joan Cusack      | Mirjana Sinožić   |
| Ruža           | Joy Ellison      | Jelena Martinović |
| Gđa. Nemačkova | Sandy Holt       | Mirjana Sinožić   |
| Andreja        | Emily Hahn       | Nikica Viličić    |
| Majmun         | Roy Vongtama     | Nikola Marjanović |

## Vanjske poveznice
- Priče s tavana u internetskoj bazi filmova IMDb-u (engl.)